# Petrőczi Éva
Petrőczi Éva (eredeti neve: Ludwig Éva) (Pécs, 1951. április 7. –) József Attila-díjas költő, író, műfordító, irodalomtörténész, publicista, a Károli Gáspár Református Egyetem nyugalmazott egyetemi docense.

## Életpályája
Szülei dr. Ludwig Károly orvos és dr. Nemerey Éva tanár voltak, édesapja 1951 és 1956 között politikai fogolyként több börtönt megjárt. 1969-ben érettségizett a pécsi Janus Pannonius Gimnáziumban. A szegedi egyetemen 1975-ben angol speciális képzés szakon oklevelet, 1977-ben egyetemi doktori címet, 1999-ben PhD fokozatot szerzett. 2007-ben habilitált a Miskolci Egyetemen. 1975-től Pécsett tanított Leőwey Klára Gimnáziumban, 1978-tól Aszódon volt közművelődési főelőadó. 1982-től a Móra Kiadó szerkesztője, 1983-tól az Új Tükör munkatársa, 1989-től a Reformátusok Lapja főmunkatársa, 1994-től a Károli Gáspár Református Egyetem angol intézetének oktatója, 2000-től docense, 2006–2007-ben az Angol Nyelvű Irodalmak és Kultúrák Tanszék vezetője. 2008-tól 2013-ig az egyetem Puritanizmuskutató Intézetének alapító vezetője. 2013-ban egyetemi oktatóként nyugalomba vonult. Írói pályája a szegedi egyetemi alkotókörben indult, 1970-től publikált verseket, recenziókat, tárcákat és tanulmányokat hetilapokban, irodalmi folyóiratokban: a Kortársban, az Élet és Irodalomban, az Új Tükörben, az Új Írásban, a Forrásban, Napjainkban, Palócföldben stb. Az 1990-es évek közepétől elsősorban a tudományra koncentrált, emellett továbbra is publikált verseket és prózai írásokat. Kutatási területe a magyar és angol puritanizmus irodalma.Tanított a Veszprémi Egyetemen és a révkomáromi (Szlovákia) Selye János Egyetemen is.

## Magánélete
1978-ban ment férjhez Szabó András irodalomtörténészhez, négy gyermeke és hét unokája van.

## Munkássága

### Verseskötetei
- Heléna bálja, Szépirodalmi Könyvkiadó (1979)
- Hárfakalitka, Szépirodalmi Könyvkiadó (1984)
- Ez is történelem, Szépirodalmi Könyvkiadó (1987)
- Képes beszéd, Dovin Kiadó (1990)
- Szőlő, holdfénynél, Balassi Kiadó, (1995)
- A bokályos házban, Balassi Kiadó (1997)
- Vallomás, eperrel, Fekete Sas Kiadó (1999)
- Legenda, változatlan, Fekete Sas Kiadó (2001)
- A hetedik angyal, Kálvin Kiadó (2004)
- Donátus, Pro Pannonia Kiadó (Pécs 2004)
- Dido utolsó üzenete, Fekete Sas Kiadó (2006)
- A patak éneke, Kálvin Kiadó (2011)
- "Mint a gyerekkor...", Pro Pannonia Kiadó (Pécs 2013)
- Idegenvezetés almákkal. Új versek, Fekete Sas Kiadó (2016)
- A természet képei – A természet versei, Lipovszky György képei – Petrőczi Éva versei, Fekete Sas Kiadó (2016)
- Petrőczi Éva legszebb versei, Ab-Art (Pozsony 2017)
- Metafora. Válogatott versek – Izabrane pesme (szerbre fordította Fehér Illés), Katica-Könyv-Műhely (Pécel 2018)
- Könyörgés márciusi hóban. Összegyűjtött versek, Fekete Sas Kiadó (2021)
- A füst vállalása. Új versek, Fekete Sas Kiadó - BTK Irodalomtudományi Intézete (2022)
- Varázslat, Zsolnay tányérral. Versek, Fekete Sas Kiadó (2023)
- Az Oroszlán utcától a Középfasorig. Versek, AJ Téka Kiadó (2024)

### Prózakötetei
- Áfonyahegyi jegyzetek, Fekete Sas Kiadó (2010)
- Pogácsás futam, avagy Alsóbélateleptől Senjig, (Balatonfüred, 2012)
- Szürkeháj. Két szemműtét története, Fekete Sas Kiadó (2014)
- Évamesék szépiában (Ladócsy László illusztrációival), Katica-Könyv-Műhely (2017)
- Ida és Gyula. Dédszüleim története, Katica-Könyv-Műhely (2019)

### Műfordításkötetei
- Janet és Allan Ahlberg, Kis kukac könyv, Móra Kiadó (1985)
- Katherine Paterson, Híd a túlvilágra, (regény), Móra Kiadó (1990)
- Bamber Gascoigne, A keresztények, (Szabó Istvánnal közösen), Kossuth Kiadó (1993)
- R. S. Thomas, Egy pap, népéhez, versek, Fekete Sas Kiadó – Szenci Molnár Albert Egyházművészeti Intézet (2007)

### Gyerekkönyvei
- Sünmama altatódala (Babos Eszterrel), Bábos Mesekuckó, Fekete Sas (2016)
- Katicamesék, Thár Lujza illusztrációival, Katica Könyv Műhely (Pécel 2017)
- Hónapsoroló, Varga Zsolt illusztrációival, Katica Könyv Műhely (Pécel 2018)
- Nagyapa meséi, Faltisz Alexandra rajzaival, Katica Könyv Műhely (Pécel 2021)

### Versei antológiákban
- Madárúton (1979)
- Az idő lovai (1979)
- Szép versek (1986)
- Sárga ernyő (1987)
- Egyetlen verseink (1991, 1997)
- Szerelmeink (1992)
- Magyar költőnők antológiája (1997)
- Einlesebuch – Ein Lesebuch (1998)
- A csárdás szikrái (1998) A magyar költészet ukrán nyelvű antológiája
- In Quest of the Miracle Stag (2003)
- „… Nálunk nélkül a jelen nem létezik.” A Móricz-ösztöndíj 30 éve 1974–2003 (2004)
- „Dolgaim elől rejtegetlek.” Az isten-kereső József Attila (2005)
- A csend történései. Szakralitás, Biblia a mai magyar irodalomban és művészetben (2015)
- Dékány Tibor, Isten és a bor (2015)
- 24 karát. Kortárs költők versei Arany János születésének 200. évfordulójára (2017)

### Tudományos könyvei
- Fél-szentek és fél-poéták, Epizódok a magyar és angolszász puritanizmus irodalmából, Balassi Kiadó (2002)
- Puritans and Puritanicals, angol nyelvű tanulmánykötet, Balassi Kiadó (2005)
- Puritánia. Tanulmányok a magyar és angol puritanizmus irodalmáról, Universitas Kiadó (2006)
- „Nagyságodnak alázatos lelki szolgája” „The Obedient Spiritual Servant of Your Highness, kétnyelvű (magyar-angol) tanulmánykötet Medgyesi Pálról, Barankovics István Alapítvány – Hernád Kiadó (2007)
- „Mi lelkünknek éltető abraka.” Tanulmányok a magyar és angolszász vallásos irodalomról (kétnyelvű), Fekete Sas Kiadó – KRE Puritanizmuskutató Intézete (2008)
- Tarpai Szilágyi András, Szegények prókátora, (sorozatszerkesztés, kísérőtanulmány) KRE Puritanizmuskutató Intézet, Fekete Sas Kiadó (2010)
- Kagylókürttel harangozni. Újabb tanulmányok a puritán irodalomból, tanulmánykötet, Hernád Kiadó – KRE Puritanizmuskutató Intézet (2011)
- Tarpai Szilágyi András, Libellus repudii et divortii christiani / Könyvecske a házasság és válás keresztyéni módjáról, (sorozatszerkesztés, kísérőtanulmány), KRE Puritanizmuskutató Intézet, Fekete Sas Kiadó (2012)
- Holt költők társaságában (tanulmányok), Hernád Kiadó (2014)
- Prédikátorok és poéták (tanulmányok), Szlovákiai Református Keresztyén Egyház (2015)
- "Hogy atyád hírébül semmit is le ne hagyj". Pápai Páriz Imre és Pápai Páriz Ferenc, Dunántúli Református Egyházkerület (2017)
- Mennyei társalkodások. Újabb tanulmányok, Hernád Kiadó (2019)
- Szent hagyaték. Tanulmányok, Hernád Kiadó (2022)

### Portréfilmek
- Petrőczi Éva költő – Szabó András irodalomtörténész. Családi Portrék, Jánosi Antal műsora, MTV (2001).
- "Egy Petrőczi-vers kései folytatása", Dr. Fabiny Tamás műsora, MTV (2005)
- Városajándékozó rigmusok. Szerelmes földrajz, Hollós László műsora, Duna Tv (2008).
- Heti Portré – Petrőczi Éva, Koncsek Petronella műsora, 9TV (2012)
- Útmutató – Találkozás Petrőczi Évával, Tislér Géza műsora, MTV (2015)
- Fehérvári Beszélgetések – Petrőczi Éva, Vakler Lajos műsora, Fehérvár TV (2016)
- "Páncélinged a szót..." Isten kezében, Koncz Attila műsora, MTVA (2017)

### Hangoskönyvek
- Könyörgés, márciusi hóban. Összegyűjtött versek, előadja Molnár Piroska, Helma Kiadó (2022)
- A füst vállalása. Új versek, előadja Molnár Piroska, Helma Kiadó (2022)
- Nagyapa meséi, előadja Molnár Piroska. Helma Kiadó (2022)
- Szürkeháj. Két szemműtét története, előadja Molnár Piroska (2022)
- Ida és Gyula. Dédszüleim története, előadja Molnár Piroska és Petrőczi Éva (2022)

## Díjai, ösztöndíjai, elismerései
- Móricz Zsigmond-ösztöndíj (1978, 1979, 1983)
- Soros Ösztöndíj (1985)
- A Salvatore Quasimodo költői verseny oklevele (1995)
- A British Association for Central and Eastern Europe ösztöndíja, Bangor, Észak-Wales (1995)
- A British Centre for Literary Translation ösztöndíja, Norwich, University of East Anglia (1996)
- Az MTA Irodalomtudományi Intézetének csereösztöndíja, Herzog August Bibliothek, Wolfenbüttel (1997, 2000, 2005, 2008)
- Az oxfordi Keston Institute ösztöndíja (1998)
- A Netherlands Institute for Advanced Study kutatói ösztöndíja Wassenaar (2000)
- Arany János-jutalom (2001)
- Széchenyi István Docensi Ösztöndíj (2004–2007)
- A Magyar Rádió Nívódíja (2005)
- József Attila-díj (2013)
- A Protestáns Újságírók Szövetségének Rát Mátyás életműdíja (2014)
- Károli Gáspár-díj (2023)